# Pygospila macrogastra
Pygospila macrogastra là một loài bướm đêm trong họ Crambidae.